# Autoba rufipuncta
Autoba rufipuncta är en fjärilsart som beskrevs av Turner 1902. Autoba rufipuncta ingår i släktet Autoba och familjen nattflyn. Inga underarter finns listade i Catalogue of Life.